# هسته کهکشانی فعال
یک هستهٔ کهکشانی فعال (به انگلیسی: active galactic nucleus، مخفف: AGN) ناحیه‌ای متمرکز در مرکز کهکشان‌ها است که معمولاً در تمام ناحیه‌های طیف الکترومغناطیسی از بقیهٔ قسمت‌های کهکشان درخشان‌تر است. کهکشانی را که دارای هستهٔ کهکشانی فعال باشد کهکشان فعال می‌نامند. تصور می‌شود دلیل این پدیده برافزایش سیاهچالهٔ کلان‌جرم مرکز کهکشان میزبان است. هسته‌های کهکشانی فعال پرنورترین اجرام در عالم هستند و بررسی آنها می‌تواند هم به کشف اجرام دور کمک کند و هم به تصحیح یا دستیابی به مدل‌های کیهان‌شناختی.

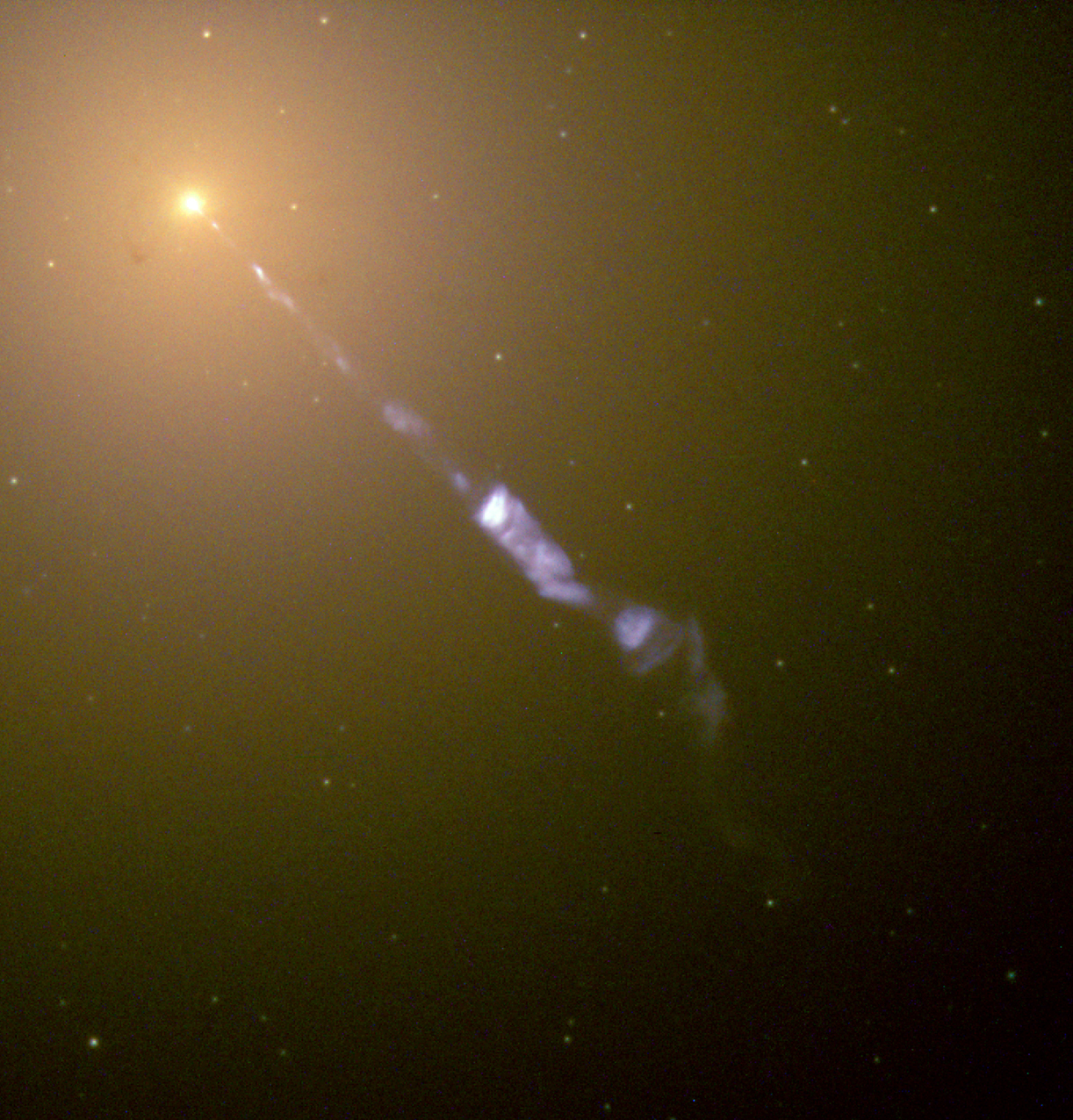
تصویر تلسکوپ فضایی هابل از برافشانهٔ فضایی به اندازهٔ 5000 ly که از هستهٔ کهکشانی فعال مسیه ۸۷ بیرون می‌آید، نور سنکروترون بیانگر برافشانه (جت) و نور زرد بیانگر کهکشان است.

| نوع کهکشان     | هسته فعال | خطوط تابشی | خطوط تابشی       | پرتو ایکس | اضافه بر | اضافه بر   | رادیوی قوی | جت     | متغیر | بلندی رادیویی |
| نوع کهکشان     | هسته فعال | پهن        | کم‌پهنا           | پرتو ایکس | فرابنفش  | فروسرخ دور | رادیوی قوی | جت     | متغیر | بلندی رادیویی |
| -------------- | --------- | ---------- | ---------------- | --------- | -------- | ---------- | ---------- | ------ | ----- | ------------- |
| معمولی         | نه        | ضعیف       | ندارد            | ضعیف      | ندارد    | ندارد      | ندارد      | ندارد  | نه    | نه            |
| Starburst      | نه        | بله        | نه               | مقداری    | نه       | بله        | مقداری     | نه     | نه    | نه            |
| سویفرت I       | بله       | بله        | بله              | مقداری    | مقداری   | بله        | نه         | نه     | بله   | نه            |
| سویفرت II      | بله       | بله        | نه               | مقداری    | مقداری   | بله        | نه         | بله    | بله   | نه            |
| تپ‌اختر         | بله       | بله        | بله              | مقداری    | بله      | بله        | مقداری     | مقداری | بله   | ۱۰٪           |
| بلازار         | بله       | نه         | مقداری           | بله       | بله      | نه         | بله        | بله    | بله   | بله           |
| بی‌ال لاک       | بله       | نه         | ندارد            | بله       | بله      | نه         | بله        | بله    | بله   | بله           |
| اووی‌وی         | بله       | نه         | قوی‌تر از بی‌ال‌لاک | بله       | بله      | نه         | بله        | بله    | بله   | بله           |
| کهکشان رادیویی | بله       | مقداری     | مقداری           | مقداری    | مقداری   | بله        | بله        | بله    | بله   | بله           |